# RG-33
RG-33 — семейство полноприводных бронеавтомобилей, разработанное и производимое фирмой BAE Systems.
RG-33 производится в двух базовых модификациях с колёсными формулами 4 × 4 и 6 × 6 (RG-33L), на 90% совместимых по агрегатам и узлам.

## Описание конструкции
Корпус машины — цельнометаллический стальной монокок, с V-образным днищем, допускает установку элементов дополнительного модульного бронирования.
Броня машины защищает экипаж и десант от огня ручного стрелкового оружия, мин и самодельных взрывных устройств.
Вооружение располагается на дистанционно управляемой турели, устанавливаемой на крыше корпуса. На машину могут устанавливаться 12,7-мм пулемёт M2, 7,62-мм пулемёт M240, 40-мм автоматический гранатомёт Mk19.

## Модификации

### RG-33 (4×4)
- RG-33 — бронетранспортёр
- RG-33 (Surveilance) — разведывательная машина
- RG-33 SOCOM — бронетранспортёр для сил специальных операций

### RG-33L (6×6)
- RG-33L MRAP-1/MRAP-2 — бронетранспортёр
- RG-33L HAGA — бронированная медицинская машина
- RG-33L MMPV — машина инженерной разведки
- RG-33L MRRMV — бронированная ремонтно-эвакуационная машина[1]

## Производство и поставки
Первоначальный контракт на поставку морской пехоте США двух машин с колёсной формулой 4 × 4 и двух — с колёсной формулой 6 × 6 был заключён в январе 2007 г..
В феврале 2007 г. морская пехота заказала 15 единиц RG-33 и 75 единиц RG-33L, в июне 2007 г. — 425 единиц RG-33 и 16 единиц RG-33L, в октябре 2007 г. — 399 единиц RG-33L, 112 единиц RG-33L HAGA и 89 единиц RG-33 SOCOM, в июне 2008 г. — 40 единиц RG-33 SOCOM, в августе 2008 г. ещё 40 машин, в том числе 36 единиц RG-33 SOCOM, 2 единицы RG-33L и 2 единицы RG-33L HAGO.
Всего к марту 2009 г. было произведено 2446 машин RG-33 различных модификаций для армии и корпуса морской пехоты США.
Производство корпуса осуществляется на заводе компании BAE Systems в г. Йорк, штат Пенсильвания, а окончательная сборка и доводка — на Леттеркеннском армейском складе в г. Чамберсбург, штат Пенсильвания, США.

## Операторы
- Бурунди — 10 единиц RG-33L по состоянию на 2016 год[4]
- Джибути — 10 единиц RG-33L по состоянию на 2016 год [5]
- Хорватия — 20 единиц RG-33 по состоянию на 2024 год[6]
- Уганда — 10 единиц RG-33L по состоянию на 2016 год [7]
- Узбекистан — 50 единиц RG-33 по состоянию на 2016 год[8]